# Country Acres
Country Acres – jednostka osadnicza w Stanach Zjednoczonych, w stanie Teksas, w hrabstwie San Patricio.